# Дрогомишль
Дрого́мишль — село в Україні, у Яворівському районі Львівської області. Населення становить понад тисячу осіб. Орган місцевого самоврядування — Яворівська міська рада. Село розташоване за 19 км на північний-захід від міста Яворів, за 2 км від державного кордону з Польщею.
Побутує версія того, що село заснували поляки. Завдяки вигідному розташуванню (між двома пагорбами) село оминали природні катаклізми, тому поляки радіючи казали «дрога мисль» — дорога думка. Так за переказами і виникло село з його назвою Дрогомишль.
Село детально описане в королівській люстрації 1565 року.
Станом на 1 січня 1939 року у селі мешкало 2280 осіб (1770 українців-грекокатоликів, 250 українців-римокатоликів, 10 поляків, 250 польських колоністів міжвоєнного періоду і 30 євреїв)
У Дрогомишлі є три вулиці: Святопокровська, Молодіжна, Незалежності. У Дрогомишлі діє Дрогомишлянський НВК «середня загальноосвітня школа І—ІІІ ступенів — дошкільний навчальний заклад» імені Петра Василихи.
26 листопада 2017 року Преосвященний владика Володимир, єпископ-помічник Львівської архиєпархії, освятив новий хрест на пам'ятному місці, де 80 років тому (1937 року) стояв старий місійний хрест біля храму Покрови Пресвятої Богородиці у селі Дрогомишль.

## Природоохоронні об'єкти
У межах села розташовані ботанічні пам'ятки природи: Віковий клен, Віковий платан, Група вікових лип, Група вікових тополь, Два вікових дуби, Дві тополі чорні.

## Відомі люди
- Борух Василь Степанович (1973—2023) — старший солдат збройних сил України, учасник російсько-української війни.
- Василиха Петро Степанович (1992—2014) — солдат Збройних сил України, учасник російсько-української війни, загинув 2014-го під Зеленопіллям.
- Кандяк Володимир Іванович — старший солдат Збройних сил України, кавалер ордена «За мужність» III ступеня.
- Максимів Іван Андрійович (1913—1941) — організаційний референт Крайової Екзекутиви ОУН ЗУЗ
- Мацура Степан Макарович — бандурист.